# Подложка за мишка
Подложката за мишка е повърхност за поставяне и преместване на мишка. Подложката за мишка подобрява прецизността на мишката в сравнение с използването на мишката директно върху масата, като осигурява повърхност, която ѝ позволява да измерва движението точно и без трептене. Някои подложки за мишки увеличават ергономичността, като осигуряват подплатена опора за китките, въпреки че ползите от това са недостовери.

## История
По време на презентация от 1968 г. от Дъглас Енгелбарт, публичния дебют на мишката,  Енгелбарт използва контролна конзола, направена от Джак Кели от Херман Милър, която включва клавиатура и вградена част, използвана като подпомагаща зона за мишката.   Според Кели  и също посочено от Алекс Панг,  Кели прави първата подложка за мишка година по-късно, през 1969 г.
До 1982 г. повечето потребители на мишката Xerox са използвали специализирани подложки за увеличаване на триенето на топката в мишката. 
Първият производител на подложки за мишки е Mousrak, основан от Боб Макдерманд. Компанията започна да набира популярност, когато Apple реши да разпространи своите подложки за мишка, включващи тяхното лого, в компютърните магазини в Съединените Американски щати. Мустрак подписа лицензионни договори с Disney, Paramount и LucasFilm и се рекламира в списания, включително MacWorld. Въпреки това, до края на 80-те години на миналия век подложките за мишка с по-ниска цена превърнаха продукта в стока.  

## Ползи
Трите най-важни предимства от въвеждането на подложката за мишка бяха по-бърза скорост, по-голяма прецизност и комфорт за потребителя. Второто предимство беше предпазването на повърхността на бюрото или масата от надраскване и износване от непрекъснато триене на ръка и мишка. Трето предимство беше намаляването на събирането на отпадъци под мишката, което доведе до намаленото трептене на показалеца на дисплея. Също така е важно да почиствате подложките за мишка. Healthline забеляза през 2017 г., че ако подложката на мишката не е била почистена повече от 120 дни, точността на курсора ще се влоши с 26%. 
Подложките за мишки могат да се почистват със специални препарати, течен сапун, ръчно пране или химическо чистене. Не всички подложки за мишки могат да се перат в пералня.
Когато оптичните мишки, които използват сензори за изображения за откриване на движение, бяха въведени за първи път на пазара, те се нуждаеха от специални подложки за мишки с илюстрирани върху тях оптични модели. Съвременните оптични мишки могат да функционират с прецизна степен на точност върху обикновена хартия и други повърхности. Въпреки това, някои потребители на оптична мишка (особено геймъри, дизайнери и други тежки потребители) може да предпочетат подложка за мишка за комфорт, скорост и точност и за предотвратяване на износване на повърхността на бюрото или масата.

## Видове
Съществуват различни подложки за мишки с много различни текстурирани повърхности, които да паснат на различни видове технологии за мишки. Покритието на виниловата дъска, поради естествените си адхезивни свойства, беше популярна повърхност за подложка за мишка около 1980 г. 
След като стоманената топка за мишка получи повърхност от силиконова гума, популярната подложка за мишка с плат се оказа най-подходяща. Това помогна да се запази гумираната повърхност на ролкова топка по-чиста и даде по-добро проследяване, скорост и точност, отколкото просто повърхност на бюрото. Такива повърхности събират мръсотия, която след това се отлага върху вътрешните ролки, които отблъскват движението на топката. Мръсните ролки предизвикаха хаотично движение на показалеца на екрана.
Ранните видове оптични мишки имат проблем да не работят добре върху прозрачни или отразяващи повърхности като стъкло или силно полирано дърво. Тези повърхности, които често включват повърхности на бюро и маси, причиняват трептене и загуба на проследяване на показалеца на дисплея, докато мишката се движи над тези отразяващи точки. Използването на подложки за мишки с прецизни повърхности елиминира точковите ефекти на трептене на по-стари и/или нискокачествени оптични мишки.
По-новите поколения подложки за мишки включват система за безжично зареждане в подложката, което позволява използването на безжична мишка без необходимост от смяна или презареждане на батерии. (напр. Logitech PowerPlay)
Съвременните подложки за мишки обикновено са изработени от гумени композити с по-ниска плътност (стирол с отворени клетки, бутадиенов каучук или SBR с отворени клетки) с плат, свързан към горната повърхност. Въпреки това са използвани много други видове материали, включително плат, пластмаси, гуми от рециклиран каучук, неопрен, силиконова гума, кожа, стъкло, корк, дърво, алуминий, камък и неръждаема стомана .